# Ethonion
Ethonion (лат.) — род жуков-златок.

## Распространение
Австралия.

## Описание
Среднего размера (от 7 до 10 миллиметров) продолговатые, широкотелые бронзово-металлические яркие жуки с пятнами или поперечными полосами. На голове большие округлые фасеточные глаза, на лбу между ними V-образная борозда. Переднеспинка округло-квадратная, надкрылья ровные. Личинки развиваются в мёртвой древесине небольших размеров — ветвях и прутьях. Некоторые виды обитают в галлах. Эти жуки обычно оказываются специфичными для одного вида растений-хозяев. Взрослые жуки чаще всего встречаются на листве растения-хозяина, реже — на цветках. (Фотография).

## Систематика
Известно 8 видов. Род относится к трибе Coraebini Bedel, 1921 (Agrilinae).
- Род Ethonion Kubáň, 2001[3]
  - Ethonion breve (Carter, 1923)
  - Ethonion corpulentum (Boheman, 1858)
  - Ethonion fissiceps (Kirby, 1818) typus (=Buprestis fissiceps Kirby, 1818)
  - Ethonion jessicae (Hawkeswood & Turner, 1994)
  - Ethonion leai (Carter, 1924)
  - Ethonion maculatum (Blackburn, 1887)
  - Ethonion reichei (Chevrolat, 1838)
  - Ethonion roei (Saunders, 1868)